# Ismail Jakobs
Ismail Jakobs (* 17. srpna 1999 Kolín nad Rýnem) je senegalský profesionální fotbalista, který hraje na pozici levého obránce nebo levého křídla za klub AS Monaco FC ve francouzské Ligue 1. Zároveň je členem senegalské fotbalové reprezentace. I když se narodil v německém Kolíně nad Rýnem, po svém otci je senegalské národnosti.

## Klubová kariéra

### 1. FC Köln
Po zahájení své kariéry v BC Bliesheim se Jakobs v roce 2012 připojil k mládežnické akademii 1. FC Köln. V roce 2017, poté, co prošel všemi mládežnickými týmy klubu, byl začleněn do týmu Köln U21, který hraje v nižší soutěži Regionalliga West.
Před sezónou 2019/20 byl tehdejším manažerem Achimem Beierlorzerem povýšen do prvního týmu klubu. Dne 8. listopadu 2019 debutoval v zápase proti TSG Hoffenheim. Dne 18. prosince 2019 vstřelil svůj první profesionální gól při vítězství 2:4 proti Eintrachtu Frankfurt. V březnu 2020 klub oznámil, že s Jakobsem prodloužil smlouvu do roku 2022. V říjnu téhož roku podepsal další prodloužení, které hráče udrželo v Kolíně nad Rýnem až do července 2024.

### AS Monaco
Dne 12. července 2021 přestoupil do týmu AS Monaco v Ligue 1, kde podepsal smlouvu do roku 2026. Za klub debutoval 3. srpna při výhře 2:0 nad Spartou Praha ve třetím předkole Ligy mistrů.

## Reprezentační kariéra
Dne 21. srpna 2020 jej trenér Stefan Kuntz nominoval do německého národního týmu do 21 let.

## Statistiky

### Klubové
Platí k zápasu hranému 27. května 2023.
| Klub              | Sezóna            | Liga              | Liga   | Liga | Národní pohár | Národní pohár | Kontinentální | Kontinentální | Celkově | Celkově |
| Klub              | Sezóna            | Divize            | Zápasy | Góly | Zápasy        | Góly          | Zápasy        | Góly          | Zápasy  | Góly    |
| ----------------- | ----------------- | ----------------- | ------ | ---- | ------------- | ------------- | ------------- | ------------- | ------- | ------- |
| 1. FC Köln        | 2019/20           | Bundesliga        | 20     | 2    | 0             | 0             | –             | –             | 20      | 2       |
| 1. FC Köln        | 2020/21           | Bundesliga        | 23     | 1    | 2             | 1             | –             | –             | 25      | 2       |
| 1. FC Köln        | Celkově           | Celkově           | 43     | 3    | 2             | 1             | –             | –             | 45      | 4       |
| Monaco            | 2021/22           | Ligue 1           | 28     | 0    | 5             | 0             | 6             | 0             | 39      | 0       |
| Monaco            | 2022/23           | Ligue 1           | 32     | 0    | 1             | 0             | 8             | 0             | 41      | 0       |
| Monaco            | Celkově           | Celkově           | 60     | 0    | 6             | 0             | 14            | 0             | 80      | 0       |
| Celkově v kariéře | Celkově v kariéře | Celkově v kariéře | 103    | 3    | 8             | 1             | 14            | 0             | 125     | 4       |